# Sculptură populară (Vorniceni)
Sculptură populară este un ansamblu de sculpturi vernaculare amplasat în Vorniceni, raionul Strășeni, Republica Moldova. Este un monument istoric de importanță națională inclus în Registrul monumentelor Republicii Moldova ocrotite de stat cu nr. 1443 (raionul Strășeni).